# Catenae di Rea
Segue una lista delle catenae presenti sulla superficie di Rea. La nomenclatura di Rea è regolata dall'Unione Astronomica Internazionale; la lista contiene solo formazioni esogeologiche ufficialmente riconosciute da tale istituzione.
Le catenae di Rea portano i nomi di personaggi e luoghi legati a miti della creazione di varie culture.

## Prospetto
| Catena           | Eponimo | Latitudine | Longitudine | Diametro |
| ---------------- | --- | ---------- | ----------- | -------- |
| Koykamou Catena  | Koykamou - La prima terra emersa dall'acqua primordiale dopo la creazione nella mitologia dei Nganasani.                      | 70° S      | 244° W      | 110 km   |
| Mouru Catena     | Mouru - La terra santa creata da Ahura Mazdā corrispondente all'antica Merv.                                                  | 48,5° N    | 343,5° W    | 80 km    |
| Onokoro Catenae  | Onokoro - Mitica isola dello Shintoismo creta da una goccia d'acqua caduta dalla spada di Izanagi e Izanami.                  | 44,7° S    | 328,5° W    | 240 km   |
| Puchou Catenae   | Puchou - Montagna della mitologia cinese contro cui picchiò il mostro Kung Chung causando lo spostamento dell'asse terrestre. | 32° N      | 87° W       | 620 km   |
| Thebeksan Catena | Thebeksan - Montagna sacra della mitologia coreana dove il dio creatore giunse sulla Terra.                                   | 39,5° S    | 174° W      | 220 km   |
| Wungaran Catenae | Wungaran - Luogo dove Imberombera, la grande madre nella mitologia dei Kakadu, conobbe Wuraka.                                | 22,5° N    | 79° W       | 350 km   |